# 森崎嘉之
森崎 嘉之（もりさき よしゆき、1976年4月20日 - ）は、千葉県出身の元サッカー選手、サッカー指導者。現役時代のポジションはFW。

## 略歴
船橋市立船橋高校在籍時の1994年の第73回全国高等学校サッカー選手権大会で優勝し、8ゴールを挙げて得点王も獲得した。1995年、高校卒業後に鈴木和裕、茶野隆行と共にJリーグのジェフユナイテッド市原に入団。市船トリオと呼ばれた。
しかし、あくまで個人技が得意だった森崎にとって、チームプレイが重視されるチームの方向性がなじめず、当時のチームメイトのレベルの高さに圧倒されたこと や、出場選手として起用されず控えに留まっていた自分の状況や首脳陣の采配への不平不満を募らせていったこと、サポーターからのブーイングが日に日に大きくなったことなどで、ストレスを感じて意欲をなくし、試合上では高校時代に比べて思うような結果が出せず、練習やトレーニングにも身が入らなり、酒浸りやクラブ通いで現実逃避をする日が続き、チームメイトや首脳陣とのコミュニケーションも上手くいかなくなった。
そのため、同チーム時代はヤマザキナビスコ杯1試合の出場に留まり、翌1996年に戦力外通告を受ける。
翌1997年、水戸ホーリーホックに移籍するも、同年シーズン途中に横河電機サッカー部に移籍、そのまま大きな功績を残すことなく、1999年に現役を引退した。

### 引退後
中古自動車の販売会社に10年ほど勤務し、サッカーとは無縁の日々を送っていた。ある日、テレビを見ていると、ジェフ市原で1年先輩であった城彰二が、1998 FIFAワールドカップ日本代表に選出されるもあえなく敗退し、成田国際空港へ到着したところへ、ファンから嫌がらせを受ける場面や帰国後の会見における受け答えを初めて見た。その時に現役時代の自分の姿勢を反省し、サッカーへの情熱が再燃。
会社勤めの日々に区切りを付けようと思案していたところを市立船橋高校やジェフ市原で1年後輩だった式田高義からの勧誘を受け、2008年から、式田が代表を務める千葉市花見川区のジョカーレフットボールクラブでジュニア（小学生）やジュニアユース（中学生）のコーチに就任。
2010年から2012年まで、東京スポーツ・レクリエーション専門学校講師、明光サッカースクール柏校・スクールマスターを経て、2015年から八千代市にて児童向けのサッカー教室・「ドリームサッカースクール」並びにジュニアユースサッカーチーム・「M-DREAM」主宰。
2017年から同市にてジュニアユースサッカーチーム・「CREATIVO」も主宰、フットサル場の運営に携わりながら、後進の育成に力を入れている。
また、日本サッカー協会が進めるJFAこころのプロジェクト（ユメセン）へも式田とともにスタッフとして参加し、講師（夢先生）として小学校への訪問活動を行っている。

## 所属クラブ
- 1992年 - 1994年 市立船橋高校
- 1995年 - 1996年 ジェフユナイテッド市原
- 1997年3月 - 8月  水戸ホーリーホック
- 1997年9月 - 1999年 横河電機サッカー部

## 個人成績
| 国内大会個人成績 | 国内大会個人成績 | 国内大会個人成績 | 国内大会個人成績 | 国内大会個人成績 | 国内大会個人成績 | 国内大会個人成績 | 国内大会個人成績  | 国内大会個人成績 | 国内大会個人成績 | 国内大会個人成績 | 国内大会個人成績 |
| 年度             | クラブ           | 背番号           | リーグ           | リーグ戦         | リーグ戦         | リーグ杯         | リーグ杯          | オープン杯       | オープン杯       | 期間通算         | 期間通算         |
| 年度             | クラブ           | 背番号           | リーグ           | 出場             | 得点             | 出場             | 得点              | 出場             | 得点             | 出場             | 得点             |
| 日本             | 日本             | 日本             | 日本             | リーグ戦         | リーグ戦         | リーグ杯         | リーグ杯          | 天皇杯           | 天皇杯           | 期間通算         | 期間通算         |
| ---------------- | ---------------- | ---------------- | ---------------- | ---------------- | ---------------- | ---------------- | ----------------- | ---------------- | ---------------- | ---------------- | ---------------- |
| 1995             | 市原             | -                | J                | 0                | 0                | -                | -                 |                  |                  |                  |                  |
| 1996             | 市原             | -                | J                | 0                | 0                | 1                | 0                 |                  |                  |                  |                  |
| 通算             | 日本             | 日本             | J                | 0                | 0                | 1                | 0\|\|\|\|\|\|\|\| |                  |                  |                  |                  |
| 総通算           | 総通算           | 総通算           | 総通算           | 0                | 0                | 1                | 0\|\|\|\|\|\|\|\| |                  |                  |                  |                  |